# Đảo Hải Nam
Đảo Hải Nam (tiếng Trung: 海南岛), thời cổ gọi là Quỳnh Châu (tiếng Trung:琼州) có diện tích khoảng 32.900 km², là cực nam của Trung Quốc. Theo cách tính của Chính phủ Cộng hòa Nhân dân Trung Hoa thì đảo Hải Nam có diện tích mặt biển là 2 triệu km². Đảo Hải Nam từng thuộc lãnh thổ Giao Châu (miền Bắc Việt Nam ngày nay).
Đảo Hải Nam cách Trung Hoa đại lục qua eo biển Quỳnh Châu, đối diện bán đảo Lôi Châu.

## Lịch sử
Từ thời xa xưa, đảo Hải Nam đã có các cộng đồng người Lê, người Miêu và người Choang sinh sống. Tuy nhiên, sau này, các dân tộc nói trên trở thành những dân tộc thiểu số ở đảo. Người Hán từ đại lục di cư tới ngày càng nhiều, đặc biệt là từ khi đảo Hải Nam được tách khỏi tỉnh Quảng Đông để thành lập tỉnh mới và có tư cách đặc khu kinh tế.
Từ năm 2010, khi chính phủ Trung Quốc triển khai kế hoạch biến Hải Nam thành hòn đảo du lịch quốc tế với những biện pháp đầu tư phát triển ồ ạt, miễn thị thực nhập cảnh và miễn thuế, số lượng du khách tới Hải Nam du lịch tăng vọt. Vốn đầu tư vào đảo cũng theo đó gia tăng.
Từ năm 2001 tới nay, Trung Quốc đều đặn hàng năm tổ chức Diễn đàn châu Á Bác Ngao - một phiên bản châu Á của Diễn đàn Kinh tế Thế giới.

## Địa hình
Bờ biển phía bắc đảo Hải Nam là những đồng bằng và trung du ven biển. Đại bộ phận đảo là địa hình núi cao hiểm trở bao gồm nhiều dãy núi và khối núi. Các dãy núi nhìn chung có hướng chạy đông bắc - tây nam. Phía đông có dãy Ngũ Chỉ Sơn, ở giữa có dãy núi Lê Mẫu Lĩnh (còn gọi là dãy núi Anh Ca Lĩnh), phía Tây có dãy núi Bá Vương Lĩnh (còn gọi là dãy Nhã Gia Đại Lĩnh) là những dãy núi chủ yếu. Trong ba dãy núi này, Ngũ Chỉ Sơn là dãy cao nhất. Trong dãy này, ngọn Trung Chỉ Sơn cao nhất với độ cao tuyệt đối là 1840 mét.
Đảo Hải Nam có ít nhất 54 sông lớn nhỏ khác nhau, bắt nguồn từ các dãy núi và hầu hết hướng ra phía Tây đổ ra vào biển. Do chảy qua địa hình núi non, các sông này là nguồn thủy năng phong phú.

## Khí hậu
Khí hậu của Hải Nam nằm trong vùng khí hậu xích đạo.Bắc Hải Nam, bao gồm cả thủ đô của đảo Hải Khẩu, có khí hậu cận nhiệt đới ẩm, trong khi hầu hết các phần còn lại của hòn đảo này có khí hậu nhiệt đới gió mùa với nhiệt độ hàng năm ấm hơn về phía nam. Những tháng lạnh nhất là tháng giêng và tháng hai, khi nhiệt độ xuống đến 16-21 °C; những tháng nóng nhất là tháng Bảy và tháng Tám, và nhiệt độ 25-29 °C. Ngoại trừ các khu vực miền núi phía trung tâm của hòn đảo, nhiệt độ trung bình hàng ngày tại Hải Nam trong tất cả các tháng cũng là ở trên 10 °C. Mùa hè ở miền bắc là nóng và trong hơn 20 ngày trong một năm, nhiệt độ có thể cao hơn 35 °C Lượng mưa trung bình hàng năm là 1.500 đến 2.000 mm và có thể cao 2.400 mm. Khu vực trung tâm và phía đông, và mức thấp nhất 900 mm (35 in) tại các khu vực ven biển phía Tây Nam. Các bộ phận của Hải Nam nằm trong đường đi của bão và 70% lượng mưa hàng năm có nguồn gốc từ các cơn bão và mùa hè mùa mưa. Lũ lụt lớn xảy ra do bão, gây ra nhiều vấn đề cho cư dân địa phương.

## Rừng
Rừng mưa nhiệt đới núi Kiếm Phong rộng 447 km² là khu rừng mưa nhiệt đới rộng nhất đảo Hải Nam với hàng trăm loài thực vật, trong đó có 78 loài quý hiếm, động vật có 68 loài động vật có vú, 215 loài chim, 400 loài bướm, 4.000 loài côn trùng, 38 loài lưỡng cư và 50 loài bò sát sinh sống.